# Mistrovství světa juniorů v atletice 2004

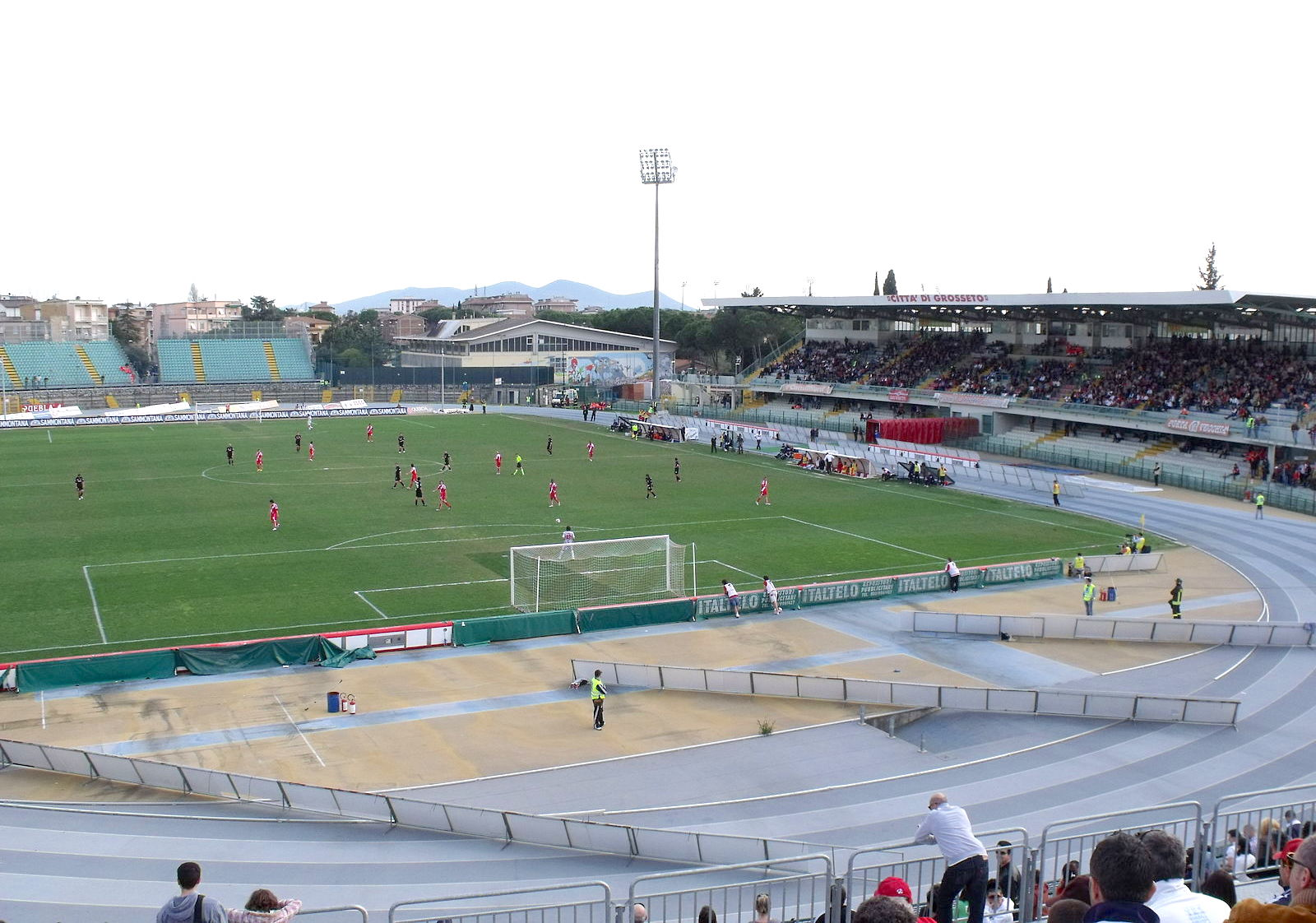
stadion Carla Zecchiniho

10. mistrovství světa juniorů v atletice se uskutečnilo ve dnech 12.–18. července 2004 v italském Grossetu. Na programu bylo dohromady 44 disciplín (22 chlapeckých a 22 dívčích), které probíhaly na stadionu Stadio Olimpico Comunale (dnes stadion Carla Zecchiniho). Dívky poprvé soutěžily v běhu na 3000 metrů překážek. Šampionátu se zúčastnilo 1 261 atletů (680 chlapců a 581 dívek) ze 168 států světa.

## Výsledky

### Muži
| Disciplína        | Zlato                                                                             | Výkon    | Stříbro                                                                              | Výkon    | Bronz                                                             | Výkon    |
| 100 m             | Ivory Williams                                                                    | 10,29    | Abidemi Omole                                                                        | 10,31    | Remaldo Rose                                                      | 10,34    |
| 200 m             | Andrew Howe                                                                       | 20,28    | Leigh Julius                                                                         | 20,88    | Jamil James                                                       | 21,00    |
| 400 m             | LaShawn Merritt                                                                   | 45,25    | Nagmeldin Ali Abubakr                                                                | 45,97    | Obakeng Ngwigwa                                                   | 45,97    |
| 800 m             | Majed Saeed Sultan                                                                | 1:47,33  | Alfred Kirwa Yego                                                                    | 1:47,39  | Selahattin Çobanoğlu                                              | 1:47,71  |
| 1500 m            | Abdalaati Iguider                                                                 | 3:35,53  | Benson Marrianyi Esho                                                                | 3:35,80  | Brimin Kipruto                                                    | 3:35,96  |
| 5000 m            | Augustine Kiprono Choge                                                           | 13:28,93 | Bado Worku                                                                           | 13:30,45 | Tariku Bekele                                                     | 13:30,86 |
| 10 000 m          | Boniface Kiprop Toroitich                                                         | 28:03,77 | Fabiano Joseph Naasi                                                                 | 28:04,45 | Rjudži Ono                                                        | 28:30,45 |
| 110 m překážek    | Aries Merritt                                                                     | 13,56    | Dayron Robles                                                                        | 13,77    | Kevin Craddock                                                    | 13,77    |
| 400 m překážek    | Kerron Clement                                                                    | 48,51    | Brandon Johnson                                                                      | 48,62    | Ibrahim Al-Hamaidi                                                | 48,94    |
| 3000 m překážek   | Ronald Kipchumba Rutto                                                            | 8:23,32  | Musa Amer Obaid                                                                      | 8:23,38  | Moustafa Ahmed Shebto                                             | 8:26,04  |
| Chůze na 10 km    | Andrej Ruzavin                                                                    | 40:58,15 | Vladimir Kanajkin                                                                    | 40:58,48 | Kim Hyun-Sub                                                      | 40:59,24 |
| Štafeta 4 × 100 m | Spojené státy americké Trell Kimmons Abidemi Omole Ivory Williams LaShawn Merritt | 38,66    | Jamajka Kawayne Fisher Kevin Stewart Andre Wellington Remaldo Rose                   | 39,27    | Japonsko Naohiro Šinada Hirojuki Noda Juiči Šokawa Naoki Cukahara | 39,43    |
| Štafeta 4 × 400 m | Spojené státy americké Brandon Johnson LaShawn Merritt Jason Craig Kerron Clement | 3:01,09  | Jihoafrická republika Wouter le Roux Chris Gebhardt Leigh Julius Louis Jacob van Zyl | 3:04,50  | Japonsko Kazunori Ota Hirojuki Noda Teppei Suzuki Judai Sasaki    | 3:05,33  |
| Skok do výšky     | Michael Mason                                                                     | 2,21 m   | Marius Hanniske                                                                      | 2,21 m   | Chu Tchung                                                        | 2,21 m   |
| Skok o tyči       | Dmitrij Starodubcev                                                               | 5,50 m   | Germán Chiaraviglio                                                                  | 5,45 m   | Liou Fej-liang                                                    | 5,40 m   |
| Skok daleký       | Andrew Howe                                                                       | 8,11 m   | Godfrey Khotso Mokoena                                                               | 8,09 m   | John Thornell                                                     | 7,89 m   |
| Trojskok          | Godfrey Khotso Mokoena                                                            | 16,77 m  | Ču Šu-ťing                                                                           | 16,64 m  | Viktor Kuznjecov                                                  | 16,58 m  |
| Vrh koulí         | Georgi Iwanow                                                                     | 20,70 m  | Jakub Giża                                                                           | 20,05 m  | Alexandr Grekov                                                   | 19,98 m  |
| Hod diskem        | Ihsan Hadádí                                                                      | 62,14 m  | Oleg Pirog                                                                           | 60,28 m  | Luka Rujević                                                      | 59,82 m  |
| Hod kladivem      | Andrej Azarenkov                                                                  | 74,11 m  | Mohsen El Anany                                                                      | 72,98 m  | Kamilius Bethke                                                   | 71,91 m  |
| Hod oštěpem       | Alexej Tovarnov                                                                   | 79,38 m  | Lohan Rautenbach                                                                     | 74,42 m  | Júlio César de Oliveira                                           | 73,86 m  |
| Desetiboj         | Andrej Kravčenko                                                                  | 8 126    | Alexej Sysojev                                                                       | 8 047    | Norman Müller                                                     | 7 942    |

### Ženy
| Disciplína        | Zlato | Výkon    | Stříbro                                                                                     | Výkon    | Bronz                                                                                  | Výkon    |
| 100 m             | Ashley Owensová                                                                                          | 11,13    | Jasmen Baldwinová-Fossová                                                                   | 11,34    | Sally McLellanová                                                                      | 11,40    |
| 200 m             | Shalonda Solomonová                                                                                      | 22,82    | Anneisha McLaughlinová                                                                      | 23,21    | Nickesha Andersonová                                                                   | 23,46    |
| 400 m             | Natasha Hastingsová                                                                                      | 52,04    | Sonita Sutherlandová                                                                        | 52,41    | Ashlee Kiddová                                                                         | 52,45    |
| 800 m             | Natallja Karejvová                                                                                       | 2:01,47  | Simona Barcăuová                                                                            | 2:02,23  | Kay-Ann Thompsonová                                                                    | 2:02,67  |
| 1500 m            | Nelja Neporadnová                                                                                        | 4:15,90  | Anna Alminovová                                                                             | 4:16,32  | Siham Hilaliová                                                                        | 4:17,39  |
| 3000 m            | Jebichi Yatorová                                                                                         | 8:59,80  | Safa Aissaouiová                                                                            | 9:02,47  | Siham Hilaliová                                                                        | 9:03,16  |
| 5000 m            | Meselech Melkamuová                                                                                      | 15:21,52 | Catherine Chikwakwaová                                                                      | 15:36,22 | Čiaki Iwamotoová                                                                       | 15:39,59 |
| 100 m překážek    | Ronetta Alexanderová                                                                                     | 13,28    | Sabrina Altermattová                                                                        | 13,39    | Stephanie Lichtlová                                                                    | 13,40    |
| 400 m překážek    | Jekatěrina Kostěcká                                                                                      | 55,55    | Zuzana Hejnová                                                                              | 57,44    | Sherene Pinnocková                                                                     | 57,54    |
| 3000 m překážek   | Gladys Jerotich Kipkemoiová                                                                              | 9:47,26  | Ancuța Bobocelová                                                                           | 9:49,03  | Cătălina Opreaová                                                                      | 9:50,04  |
| Chůze na 10 km    | Irina Petrovová                                                                                          | 45:50,39 | Čang Nan                                                                                    | 45:58,54 | Věra Sokolovová                                                                        | 46:53,02 |
| Štafeta 4 × 100 m | Spojené státy americké Ashley Owensová Juanita Broaddusová Jasmen Baldwinová-Fossová Shalonda Solomonová | 43,49    | Jamajka Nickesha Andersonová Tracy-Ann Roweová Anneisha McLaughlinová Schillonie Calvertová | 43,63    | Francie Natacha Vouauxová Lina Jacquesová-Sébastienová Aurélie Kamgaová Nelly Bancoová | 43,68    |
| Štafeta 4 × 400 m | Spojené státy americké Alexandria Andersonová Ashlee Kiddová Stephanie Smithová Natasha Hastingsová      | 3:27,60  | Rusko Viktorija Talková Marija Šapajevová Olga Soldatovová Jekatěrina Kostěcká              | 3:30,03  | Jamajka Nyoka Coleová Maris Wisdomová Sherene Pinnocková Sonita Sutherlandová          | 3:30,37  |
| Skok do výšky     | Iryna Kovalenková                                                                                        | 1,93 m   | Světlana Školinová                                                                          | 1,91 m   | Sharon Dayová                                                                          | 1,91 m   |
| Skok o tyči       | Lisa Ryzihová                                                                                            | 4,30 m   | Anna Schultzeová Čao Jing-jing                                                              | 4,25 m   | neudělena                                                                              | –        |
| Skok daleký       | Denisa Ščerbová                                                                                          | 6,61 m   | Sophie Krauelová                                                                            | 6,47 m   | Veronika Šutkovová                                                                     | 6,22 m   |
| Trojskok          | Anastasija Taranovová                                                                                    | 13,94 m  | Sie Li-mej                                                                                  | 13,77 m  | Taťjana Jakovlevová                                                                    | 13,67 m  |
| Vrh koulí         | Michelle Carterová                                                                                       | 17,55 m  | Anna Avdějevová                                                                             | 17,13 m  | Christina Schwanitzová                                                                 | 16,52 m  |
| Hod diskem        | Ma Süe-ťün                                                                                               | 57,85 m  | Darja Piščalnikovová                                                                        | 57,37 m  | Nadine Müllerová                                                                       | 57,13 m  |
| Hod kladivem      | Marija Smoljačkovová                                                                                     | 66,81 m  | Jang Čchiao-jü                                                                              | 61,67 m  | Laura Gibiliscová                                                                      | 60,95 m  |
| Hod oštěpem       | Vivian Zimmerová                                                                                         | 58,50 m  | Annika Sutheová                                                                             | 57,15 m  | Annabel Thomsonová                                                                     | 56,01 m  |
| Sedmiboj          | Justine Robbesonová                                                                                      | 5 868    | Viktorija Žemaitytė                                                                         | 5 810    | Julia Mächtigová                                                                       | 5 679    |

## Medailové pořadí
| Umístění | Stát                   | Zlato | Stříbro | Bronz | Celkem |
| -------- | ---------------------- | ----- | ------- | ----- | ------ |
| 1.       | Spojené státy americké | 13    | 3       | 3     | 19     |
| 2.       | Rusko                  | 7     | 8       | 3     | 18     |
| 3.       | Keňa                   | 4     | 2       | 1     | 7      |
| 4.       | Bělorusko              | 3     | 0       | 1     | 4      |
| 5.       | Německo                | 2     | 4       | 6     | 12     |
| 6.       | Jihoafrická republika  | 2     | 4       | 0     | 6      |
| 7.       | Itálie                 | 2     | 0       | 1     | 3      |
| 7.       | Ukrajina               | 2     | 0       | 1     | 3      |
| 9.       | Čína                   | 1     | 5       | 2     | 8      |
| 10.      | Etiopie                | 1     | 1       | 1     | 3      |
| 10.      | Katar                  | 1     | 1       | 1     | 3      |
| 12.      | Česko                  | 1     | 1       | 0     | 2      |
| 13.      | Maroko                 | 1     | 0       | 2     | 3      |
| 14.      | Bulharsko              | 1     | 0       | 0     | 1      |
| 14.      | Írán                   | 1     | 0       | 0     | 1      |
| 14.      | Kanada                 | 1     | 0       | 0     | 1      |
| 14.      | Uganda                 | 1     | 0       | 0     | 1      |
| 18.      | Jamajka                | 0     | 4       | 5     | 9      |
| 19.      | Rumunsko               | 0     | 2       | 1     | 3      |
| 20.      | Argentina              | 0     | 1       | 0     | 1      |
| 20.      | Egypt                  | 0     | 1       | 0     | 1      |
| 20.      | Kuba                   | 0     | 1       | 0     | 1      |
| 20.      | Litva                  | 0     | 1       | 0     | 1      |
| 20.      | Malawi                 | 0     | 1       | 0     | 1      |
| 20.      | Polsko                 | 0     | 1       | 0     | 1      |
| 20.      | Súdán                  | 0     | 1       | 0     | 1      |
| 20.      | Švýcarsko              | 0     | 1       | 0     | 1      |
| 20.      | Tanzanie               | 0     | 1       | 0     | 1      |
| 20.      | Tunisko                | 0     | 1       | 0     | 1      |
| 30.      | Japonsko               | 0     | 0       | 4     | 4      |
| 31.      | Austrálie              | 0     | 0       | 3     | 3      |
| 32.      | Botswana               | 0     | 0       | 1     | 1      |
| 32.      | Brazílie               | 0     | 0       | 1     | 1      |
| 32.      | Francie                | 0     | 0       | 1     | 1      |
| 32.      | Jižní Korea            | 0     | 0       | 1     | 1      |
| 32.      | Saúdská Arábie         | 0     | 0       | 1     | 1      |
| 32.      | Srbsko a Černá Hora    | 0     | 0       | 1     | 1      |
| 32.      | Trinidad a Tobago      | 0     | 0       | 1     | 1      |
| 32.      | Turecko                | 0     | 0       | 1     | 1      |
| Celkem   | Celkem                 | 44    | 45      | 43    | 132    |